# Polidette
Polidette (in greco antico: Πολυδέκτης?, Polydéktēs) è un personaggio della mitologia greca e re dell'isola di Serifo.

## Genealogia
Figlio di Magnete e di una naiade, o di Peristene ed Androtea, oppure di Poseidone e Cerebia e fratello di Ditti.

## Mitologia
Suo fratello Ditti apri la cassa che aveva ripescato dal mare ed una volta aperta il piccolo Perseo e la madre Danae furono salvati.
Polidette s'innamorò della donna liberata ma, e per quanto fosse il re dell'isola, dal figlio Perseo non gli fu permesso di avvicinarsi a lei e così Polidette per liberarsi di lui disse che per il bene del regno avrebbe aspirato alla mano di Ippodamia e per poi chiedere ai suoi sudditi di portargli dei doni per le nozze ed ottenere che tutti si prodigassero nel portargli oggetti e cose di valore.
Perseo, che non possedeva nulla, affermò che se il re non avesse più insidiato sua madre Danae gli avrebbe procurato qualunque cosa avesse chiesto.
Polidette chiese allora che gli fosse portata la testa di Medusa e Perseo partì lasciandolo libero di insidiargli la madre che, per evitare le avances si nascose presso un tempio insieme a Ditti.
Quando Perseo fece ritorno, scopri il raggiro e si avviò furioso alla reggia di Polidette e giunto al palazzo ed al suo cospetto tirò fuori dalla sacca magica la testa di Medusa e lo pietrificò.
Nella versione alternativa (Igino), Polidette sposò Danae dopo che gli fu portata dal fratello Ditti e fece introdurre Perseo in un tempio di Atena. Non ingannò inoltre Perseo e Danae, ma li protesse da Acrisio giunto sull'isola per cercarli.

Polidette comunque, morì presto ed in suo onore furono indetti i giochi funebri dove Perseo colpì ed uccise accidentalmente il nonno Acrisio.